# Milan Vápenka
Milan Vápenka (4. května 1943, Praha – 1. února 2013, Praha) byl český volejbalista, který reprezentoval Československo. S jeho reprezentací získal stříbrnou medaili na mistrovství Evropy v roce 1971. Zúčastnil se též mistrovství světa v roce 1970 (4. místo) a olympijského turnaje v Mnichově 1972 (6. místo). Za národní tým nastupoval v letech 1967–1972. Celou klubovou kariéru strávil v RH Praha (1965–1974). Získal s ním titul mistra Československa v letech 1966 a 1972. Po skončení hráčské kariéry se stal trenérem, vedl v letech 1974–1978 RH Praha a přivedl ho k vítězství v Poháru vítězů poháru roku 1978. V roce 1995 se začal věnoval tréninku tělesně postižených volejbalistů, k čemuž ho přivedl úraz jeho syna Michala roku 1993. V letech 1997–2000 trénoval reprezentaci tělesně postižených a vedl ji i na mistrovství světa v roce 1999 (7. místo). Jeho manželka Jana Vápenková (rozená Hálková) byla rovněž volejbalovou reprezentantkou Československa a držitelkou stříbra z mistrovství Evropy 1971. Měl přezdívky Míša nebo Měch.